# Estadio Silvio Piola (Vercelli)
El Estadio Silvio Piola es un estadio de usos múltiples en Vercelli, Italia, sede de las partidos locales del equipo de fútbol local, el Pro Vercelli.
Se encuentra ubicado en el centro de la ciudad, cerca de los jardines públicos de Piazza Camana.

## Historia
Construido en 1932, también se le conoce con el nombre de Leonidas Robbiano, piloto y pionero de la Aeronautica Militare, a la que el estadio fue nombrado después de su toma de posesión.
En 1998, por una resolución municipal, el estadio fue nombrado en memoria de Silvio Piola, histórico delantero del Pro Vercelli, que desde 1929 hasta 1934 recogió 127 participaciones y marcó 51 goles.
Al principio, la estructura tenía una capacidad de 12.000 asientos, pero fueron reducidos a 4.215 (después de varias renovaciones) en el 2012.
En el verano de 2011 fue renovado la parte norte de las tribunas y se reemplazó el césped con una superficie sintética.
A fin de permitir la puesta en práctica de diversas mejoras, el Pro Vercelli, desde el comienzo de la temporada y hasta el 14 de octubre de 2012, tuvo que jugar sus partidos de local en el Stadio Leonardo Garilli del Piacenza Calcio.
A partir del 20 de octubre de 2012, en el partido en casa contra el Calcio Padova, las camisetas blancas han comenzado a jugar en el estadio Piola.

## Sectores y capacidad
Sectores con su capacidad: 
- Tribuna cubierta con una capacidad de 960 asientos
- Gradas del sur con una capacidad de 452 asientos
- Gradas del norte con una capacidad de 1.331 asientos.
- Curva oeste de los tifosi locales, que en su lugar tiene una capacidad de 882 asientos.
- Curva este de los aficionados visitantes, que tiene una capacidad de 575 asientos.

## Otros proyectos
- Wikimedia Commons alberga una categoría multimedia sobre Stadio Silvio Piola.

## Fuente
- El estadio en la página web del Pro Vercelli (en italiano)

- Datos: Q115535
- Multimedia: Stadio Silvio Piola (Vercelli) / Q115535